# Oratorio di Sant'Antonio (San Casciano dei Bagni)
L'oratorio di Sant'Antonio è un luogo di culto cattolico che si trova a San Casciano dei Bagni, in provincia di Siena.

## Descrizione
Fu dal Cinquecento sede dell'omonima confraternita, subendo col tempo varie modifiche. Il portale cinquecentesco è quello originale della Collegiata, qui spostato verso il 1948 quando nella chiesa maggiore fu collocato il portale gotico ritrovato nella parete dell'Oratorio.
Ad unica navata, presenta due altari laterali e l'altare maggiore di forme tardobarocche. L'acquasantiera, forse composta da pezzi di varie epoche, è datata 1614. Sull'altare maggiore, la statua barocca dell'Assunta in legno intagliato e dorato. Sull'altare a destra, una scultura lignea tardotrecentesca raffigurante la Madonna col Bambino con residua policromia originale.
La chiesa presenta opere moderne in acciaio dell'artista iraniano Bassiri Bisan.